# Kūdligi
Kūdligi är en ort i Indien.   Den ligger i distriktet Bellary och delstaten Karnataka, i den södra delen av landet, 1 500 km söder om huvudstaden New Delhi. Kūdligi ligger 601 meter över havet och antalet invånare är 22 975.
Terrängen runt Kūdligi är platt. Runt Kūdligi är det ganska tätbefolkat, med 199 invånare per kvadratkilometer. Närmaste större samhälle är Kottūru, 19,9 km sydväst om Kūdligi. Trakten runt Kūdligi består till största delen av jordbruksmark.